# Circuito de Getxo 2011
Il Circuito de Getxo 2011, sessantaseiesima edizione della corsa e valida come evento dell'UCI Europe Tour 2011 categoria 1.1, si svolse il 31 luglio 2011 su un percorso totale di 170 km. Fu vinto dallo spagnolo Juan José Lobato che terminò la gara in 3h47'21", alla media di 44,86 km/h.
Al traguardo 85 ciclisti portarono a termine il percorso.

## Ordine d'arrivo (Top 10)
| Pos. | Corridore         | Squadra       | Tempo    |
| ---- | ----------------- | ------------- | -------- |
| 1    | Juan José Lobato  | Andalucía     | 3h47'21" |
| 2    | Stéphane Poulhies | Saur-Sojasun  | a 1"     |
| 3    | Joaquim Rodríguez | Katusha Team  | s.t.     |
| 4    | Antonio Santoro   | Androni Gioc. | a 3"     |
| 5    | Diego Milán       | Caja Rural    | s.t.     |
| 6    | Juan Pablo Forero | C. es Pasión  | s.t.     |
| 7    | Francisco Ventoso | Movistar Team | s.t.     |
| 8    | Jérôme Baugnies   | Topsport Vl.  | s.t.     |
| 9    | Beñat Intxausti   | Movistar Team | s.t.     |
| 10   | Ricardo García    | Orbea         | s.t.     |